# Jim Hallett
James "Jim" Gordon Hallett – australijski judoka.
Uczestnik mistrzostw świata w 1989. Brązowy medalista mistrzostw Oceanii w 1994. Mistrz Australii w 1989 roku.